# Попович Геннадій Іванович
Геннадій Іванович Попович (нар. 9 лютого 1973, Дніпродзержинськ, Дніпропетровська область, УРСР пом. 4 червня 2010, Санкт-Петербург, Росія) — український та російський футболіст, нападник. Виступав у футбольних клубах Росії та України.

## Життєпис
З 1988 по 1991 рік навчався в Дніпродзержинському технікумі фізичної культури. Вихованець місцевих «Металурга» та СДЮСШОР. Першим професійним клубом став дніпропетровський «Дніпро», за який провів 1 гру в Кубку СРСР 1991 року. Також виступав за «Кривбас» Кривий Ріг (1991—1994), «Прометей» Дніпродзержинськ (1992), «Зірка» Кіровоград (1994), «Шахтар» Донецьк (1995—1996). У 1997 році перейшов в санкт-петербурзький «Зеніт», завершив професійну кар'єру на вимогу лікарів у 2001 році через проблеми з серцем.
Володар кубку Росії 1999 року. Фіналіст кубку Інтертото 2000, автор двох голів, забитих в одному з фінальних матчів. Бронзовий призер чемпіонату Росії 2001. Всього у чемпіонаті Росії за «Зеніт» Геннадій Попович зіграв 109 матчів і забив 30 м'ячів. Найкращий бомбардир команди сезонів 1999, 2000 і 2001 років.
Зіграв два матчі за олімпійську збірну Росії.
Ще у 2001 році потрапив в клініку, після чого лікарі заборонили йому виходити на поле. У 2002—2005 роках працював адміністратором у «Зеніті», у 2005—2008 роках був тренером молодіжного складу клубу, в 2009 році тренував гравців Академії «Зеніта», а з 2010 року — дитячу команду «Локомотив». У вільний час також захоплювався грою в хокей та риболовлею.
Помер 4 червня 2010 року в Санкт-Петербурзі від зупинки серця. 8 червня 2010 року відбулося прощання з Поповичем на стадіоні «Петровський», в той же день він був похований на Смоленському кладовищі в Санкт-Петербурзі.
У Геннадія залишилися дружина Ірина та двоє дітей: дочка Яна і син Максим.
У січні 2011 року в ДСІ «Зеніт» пройшов турнір імені Геннадія Поповича.
3 червня 2012 року на стадіоні «Петровський» фанати «Зеніта» відкрили меморіальну дошку Геннадію Поповичу.

## У творчості
У пісні групи «Бивні» «Форварды» є слова: Стоичков, Веа, Кантона, дель Пьеро, а мне милее был Попович Гена!

## Досягнення
- Прем'єр-ліга
  -  Бронзовий призер (1): 2001

- Кубок Росії
  -  Володар (1): 1999